# Direzione generale della Police nationale
La Direzione generale della Police nationale (in francese Direction générale de la Police nationale, DGPN) è un'amministrazione francese sotto l'egida del Ministero dell'interno responsabile del comando della Police nationale.
La Direzione generale è stata creata nel 1969, per sostituire la Direzione generale della Sûreté nationale.
La "legge sull'orientamento e la programmazione relativa alla sicurezza del gennaio 1995" ha stabilito le missioni prioritarie della Police nationale, confermate dalla "legge sull'orientamento e la programmazione per la sicurezza interna dell'agosto 2002".
Il 1º luglio 2008 è entrata in vigore la riorganizzazione derivante dalla fusione della Direction centrale des renseignements généraux (DCRG) con la Direction de la surveillance du territoire (DST) all'interno della nuova Direction centrale du renseignement intérieur (DCRI). È stato inoltre creato un nuovo servizio, la Sous-direction de l'information générale (Sdig), all'interno della Direction centrale de la Sécurité publique, divenuto poi Service central du renseignement territoriale (SCRT) 7 nel 2014. Questo servizio riprende parte delle prerogative dei servizi segreti generali, mentre il ramo "courses et jeux" viene trasferito alla Direction centrale de la Police judiciaire (DCPJ) e la 14e section de la Direction des renseignements généraux de la Préfecture de Police è annessa alla autunno 2008 al SPHP (divenuto nel 2013 il Service de la protection (SDLP)) le cui missioni vengono estese.

## Organizzazione
Per svolgere le sue missioni, si affida a sette direzioni principali, tre servizi principali e diverse unità ad essa direttamente collegate.

### Direzioni e servizi
Le direzioni e i servizi della DGPN sono:
- la Direction des ressources et des compétences de la Police nationale (DRCPN) ;
- l'Inspection générale de la Police nationale (IGPN) ;
- la Direction centrale de la Police judiciaire (DCPJ) ;
- la Direction centrale de la Sécurité publique (DCSP) ;
- la Direction centrale de la police aux frontières (DCPAF) ;
- la Direction centrale des Compagnies républicaines de sécurité (DCCRS) ;
- la Direction centrale du recrutement et de la formation de la Police nationale (DCRFPN) ;
- la Direction de la coopération internationale (DCI), congiuntamente con la Gendarmerie nationale;
- le Service de la protection (SDLP) ;
- le Service central de la police technique et scientifique.

### Unità che riferiscono direttamente al Direttore generale della Police nationale
Le unità direttamente collegate al DGPN sono le seguenti:
- l'unité de recherche, assistance, intervention et dissuasion (RAID) ;
- il Détachement central interministériel d'intervention technique (DCI-IT);
- il Centre d'information de la Police nationale (CIPN);
- il Service d'information et de communication de la Police nationale (SICoP);
- il Service historique de la Police nationale (SHPN), rattaché au SICoP;
- la Mission de lutte antidrogue (MILAD);
- la Délégation aux victimes (DAV);
- l'Unité de coordination de la sécurité dans les transports en commun (UCSTC);
- l'Unité de coordination des grands événements (UCGE);
- l'Unité de coordination des forces mobiles (UCFM);
- le service des technologies et des systèmes d'information de la sécurité intérieure (ST(SI)²), congiuntamente con la Gendarmerie nationale.

### Istituti pubblici di natura amministrativa sotto la supervisione della Direzione generale della Police nationale
- L'Institut national de police scientifique (INPS)
- L'École nationale supérieure de la Police (ENSP)

### Caso specifico di Parigi e dei dipartimenti 92, 93 e 94
A Parigi e nei dipartimenti di Hauts-de-Seine, Seine-Saint-Denis e Val-de-Marne, la Direction générale de la Police nationale non ha autorità su personale e risorse. Le missioni di sicurezza interna (polizia locale, polizia giudiziaria, intelligence, ecc.) Sono svolte dal personale della prefettura di polizia di Parigi, creata nel 1800 e il Prefetto di polizia riferisce direttamente al Ministro dell'Interno. C'è una Prefettura di polizia a Bocche del Rodano, che ha gli stessi poteri della prefettura di polizia di Parigi.

### Risorse materiali
La Direction générale de la Police nationale dispone di risorse materiali in linea con tutte le missioni ad essa affidate; questi sono in particolare:
- armi individuali e collettive;
- veicoli di intervento terrestre serigrafati e non contrassegnati;
- aerei ed elicotteri da trasporto di sorveglianza e risposta.

### Risorse umane
La Direction générale de la Police nationale è composta da una forza lavoro di bilancio nel 2020 per l'intera Francia di circa 150.000 persone:
- il cosiddetto personale di polizia attivo, con statuto speciale (divieto di sciopero e scala d'indice speciale), ovvero circa 125.000 dipendenti pubblici;
- personale amministrativo, ossia circa 11.000 dipendenti pubblici;
- personale tecnico e scientifico, ovvero 14.000 dipendenti pubblici.

## Direttori generali
| Direttore generale  | Mandato           | Mandato           |
| Direttore generale  | Inizio            | Fine              |
| ------------------- | ----------------- | ----------------- |
| Jean Dours          | 29 ottobre 1969   | 14 giugno 1973    |
| Jacques Lenoir      | 14 giugno 1973    | 20 marzo 1974     |
| Louis Verger        | 20 marzo 1974     | 22 settembre 1975 |
| Robert Pandraud     | 22 settembre 1975 | 27 aprile 1978    |
| Jacques Solier      | 27 aprile 1978    | 10 luglio 1980    |
| Maurice Lambert     | 19 giugno 1980    | 30 luglio 1981    |
| Bernard Couzier     | 30 luglio 1981    | 4 ottobre 1982    |
| Paul Cousseran      | 29 settembre 1982 | 8 giugno 1983     |
| Pierre Verbrugghe   | 8 giugno 1983     | 8 gennaio 1987    |
| Ivan Barbot         | 8 gennaio 1987    | 31 mai 1989       |
| François Roussely   | 31 maggio 1989    | 10 luglio 1991    |
| Bernard Grasset     | 10 luglio 1991    | 21 aprile 1993    |
| Édouard Lacroix     | 21 aprile 1993    | 6 settembre 1994  |
| Claude Guéant       | 6 settembre 1994  | 22 gennaio 1998   |
| Didier Cultiaux     | 22 gennaio 1998   | 29 novembre 1999  |
| Patrice Bergougnoux | 29 novembre 1999  | 1º luglio 2002    |
| Michel Gaudin       | 1º luglio 2002    | 25 maggio 2007    |
| Frédéric Péchenard  | 25 maggio 2007    | 31 maggio 2012    |
| Claude Baland       | 31 maggio 2012    | 2 giugno 2014     |
| Jean-Marc Falcone   | 2 giugno 2014     | 2 agosto 2017     |
| Éric Morvan         | 2 agosto 2017     | 3 febbraio 2020   |
| Frédéric Veaux      | 3 febbraio 2020   | in carica         |